# Emanuel Walberg
Frans Gustaf Emanuel Walberg, född den 24 december 1873 i Lund, död där den 27 november 1951, var en svensk romanist och lingvist.
Walberg kom från en akademisk familj: hans far, Carl August Walberg, var professor i filologi i Uppsala och Lund och hans morfar, Emanuel Olde, var professor i lingvistik och modern fransk och engelsk litteratur i Lund. Walberg skrev sin avhandling om Bestiaire av Philippe de Thaün år 1900, samma år som han blev professor i romanska språk i Lund.
Walberg är begravd på Östra kyrkogården i Lund.